# Annecy-le-Vieux
Annecy-le-Vieux è un comune francese di 20 654 abitanti situato nel dipartimento dell'Alta Savoia della regione dell'Alvernia-Rodano-Alpi.

## Società

### Evoluzione demografica
Abitanti censiti